# Wedaustadion
Het Wedaustadion was een voetbalstadion in Duisburg, Duitsland. Het stadion werd in 1921 gebouwd en geopend in 1922. Met een capaciteit van 40.000 toeschouwers was het bij de opening het grootste stadion van Duitsland na het Grunewaldstadion van Berlijn. In 2003 werd het stadion afgebroken en op dezelfde plaats werd de nieuwe Schauinsland-Reisen-Arena opgetrokken.
In 1922 werd het stadion enkel als atletiekpiste gebruikt. De officiële opening volgde pas in 1926. Het stadion werd de thuishaven van Duisburger SpV, een club die zijn grootste successen dan al behaald had.
Begin jaren zestig werd het stadion gerenoveerd. Tussen 1962 en 1964 werd de hoofdtribune gebouwd met 6500 overdekte zitplaatsen, die in die tijd de modernste van het land was. In 1963 werd duidelijk dat Meidericher SpV 02 de club van de stad ging worden toen ze zich plaatsten voor de nieuwe Bundesliga. Andere clubs zoals Duisburger FV 08, Sportfreunde Hamborn 07 en het legendarische Duisburger SpV waren op hun retour en de stad bood de club Meidericher SpV, uit het stadsdeel Meiderich aan om in het grote stadion te komen spelen. Voorwaarde was wel dat de club de naam zou veranderen in MSV Duisburg wat in 1967 gebeurde.

## Interlands
Er werden ook twee interlands gespeeld in het stadion.
- 23-11-1924:  Duitsland –  Italië  (0:1)
- 22-10-1933:  Duitsland  –  België  (8:1)